# The Spectacular Spider-Man
The Spectacular Spider-Man (El Espectacular Hombre Araña en Hispanoamérica o El Espectacular Spider-Man en España) es una serie animada estadounidense, desarrollada por Greig Weisman y Victor Cook, basada en los cómics originales de Spider-Man creados por Stan Lee y Steve Ditko, aunque también hay referencias a otras fuentes de Spider-Man, tales como la trilogía de Spider-Man de Sam Raimi y los cómics de Ultimate Spider-Man.
Con Peter Parker que comienza como un adolescente estudiante de instituto, la serie tiene aspectos de angustia adolescente en un mundo moderno con herramientas sociales modernas como teléfonos móviles/mensajería de texto compaginado con seudociencia para crear a varios supervillanos. El programa combina acción, drama y comedia con el tono de los cómics originales.  
La serie se estrenó el 8 de marzo de 2008 durante el bloque de programación de Kids' WB por The CW, para luego transmitirse por el sucesor de Kids' WB, The CW4Kids. La segunda temporada fue estrenada en la cadena de televisión hermana de Marvel, Disney XD, y terminó el 18 de noviembre de 2009. Aunque una tercera temporada fue planeada, la serie fue cancelada antes de su producción por problemas legales entre Disney (quien compró Marvel durante la transmisión del show) y Sony Pictures Television (quien creó y distribuyó la serie). La serie animada fue transmitida en sus dos temporadas por Cartoon Network y Tooncast en Latinoamérica, Clan en España y Disney+ en todo mundo.
La serie recibió elogios generalizados tanto de la crítica como de los fanáticos, con elogios dirigidos a la exploración de temas sorprendentemente maduros, la interpretación fiel del protagonista principal (junto con los personajes secundarios y los villanos), las interpretaciones vocales del elenco, el personaje único. diseños y estilo artístico, y el uso de una escritura inteligente mientras se rinde homenaje a las historias clásicas de los cómics. IGN nombró a The Spectacular Spider-Man #30 en el Top 100 de los mejores programas de televisión animados en enero de 2009. La serie también recibió el premio a la Mejor Serie Animada tanto en 2008, como en 2009, con la versión de la serie del el personaje principal fue nombrado Mejor héroe de la televisión en 2008. Posteriormente, ocupó el segundo lugar en el Top 25 de programas de televisión de historietas en 2011 (detrás de Batman: la serie animada). TV Guide enumeró la serie como una de las sesenta mejores series animadas de todos los tiempos. La versión de Spider-Man de la serie apareció en la película Spider-Man: Across the Spider-Verse (2023), con Josh Keaton retomando el papel.

## Argumento
Las dos temporadas de la serie están ambientadas cada una durante un semestre de los años de escuela secundaria de Peter, con la primera temporada de septiembre a noviembre y la segunda temporada de diciembre a marzo.

### Primera temporada
La primera temporada presenta al estudiante Peter Parker que en meses recientes ha adquirido los poderes de una araña y la identidad de Spider-Man. Sus mejores amigos son Harry Osborn y Gwen Stacy. También se muestra interesado en Liz Allan, quien es novia de Flash Thompson. Además obtiene su primer empleo en el diario Daily Bugle dirigido por J. Jonah Jameson, conoce a Mary Jane Watson y enfrenta a varios villanos: Buitre, Hammerhead, Montana (quien luego se convierte en Shocker), Buey, Fancy Dan, Electro, El Lagarto, el Hombre de Arena, Rhino, el Duende Verde, el Doctor Octopus, Black Cat y el Camaleón. Tombstone aparece para servir de villano primario de la serie como el "Big Man", que orquesta el crimen en la Ciudad de Nueva York y la creación de algunos enemigos para distraer a Spider-Man de dicho crimen con la ayuda de Norman Osborn. El traje simbionte color negro también hace su aparición; conduciendo tarde o temprano la transformación de Eddie Brock en Venom. Al final de la temporada se puede ver a Gwen besando a Peter.

### Segunda temporada
Peter comenzará la segunda temporada buscando a Eddie Brock. Nuevos personajes son introducidos en la segunda temporada, incluyendo al Maestro Planificador, Hombre Ígneo, Roderick Kingsley, Kraven el cazador, Calypso, Silver Sable, Silvermane y Mysterio. También regresan personajes de la primera temporada incluyendo al Duende Verde, el Doctor Octopus, Black Cat, Camaleón, Buitre, el Hombre de Arena, Rhino, Electro, Venom, Tombstone y Hammerhead. La temporada termina con la ruptura de Liz y Peter para poder estar con Gwen quien salía con Harry. Harry acaba jurando vengarse del Hombre Araña por la muerte de su padre pero este argumento nunca se comprobó debido a la cancelación de la serie.

## Personajes
El protagonista principal de la serie es Peter Parker, un joven adolescente que asiste a la escuela secundaria y es un estudiante de honor extremadamente brillante. Peter también es en secreto un superhéroe llamado Spider-Man. En la escuela sus dos mejores amigos son Gwen Stacy y Harry Osborn. Él (junto con sus amigos) está siendo constantemente burlado por sus compañeros superficiales y más populares, en particular la estrella de fútbol Flash Thompson (debido al hecho de que Peter es un tímido nerd de la ciencia que tiene un interés académico por la ciencia) y, como Spider-Man, genera la ira editorial del editor de periódicos J. Jonah Jameson. Irónicamente, para consternación de Peter, Flash Thompson también es uno de los mayores aficionados de Spider-Man. También en la escuela, los sentimientos de Peter luchan entre Gwen Stacy y Liz Allan. Peter Parker pronto encuentra un trabajo en el Daily Bugle como fotógrafo independiente que trabaja con personajes como J. Jonah Jameson, Robbie Robertson, Betty Brant, Ned Lee y Frederick Foswell. Parker como Spider-Man lucha contra muchos villanos en la serie, ya que la mayoría de su galería de enemigos en los cómics se presenta en esta serie. La primera temporada presenta supervillanos como Buitre, Electro, Lizard, Shocker, Sandman, Rhino, Duende Verde, Doctor Octopus y Venom. También presenta a señores del crimen como Hammerhead y Tombstone, que son en parte responsables de los supervillanos. La segunda temporada amplió a los villanos ya presentados y también presenta a los supervillanos Mysterio, Kraven y Silvermane. El papel de los antagonistas en la serie cambia y cambia a medida que avanza la serie. 

### Personajes principales
- Spider-Man / Peter Parker: El protagonista titular de la serie. Mordido en la mano por una araña radiactiva durante un viaje de estudios a la Universidad Empire State, Peter adquirió poderes de araña sobrehumanos, incluida su velocidad, fuerza, agilidad, resistencia, reflejos, coordinación y equilibrio, la capacidad de aferrarse a superficies sólidas, y su "sentido arácnido", además de que diseñó unos lanza-telarañas, para moverse por la ciudad y tejer telarañas contra sus enemigos. Tras permitir escapar a un ladrón que posteriormente mató a su tío Ben, aprendió que “un gran poder conlleva una gran responsabilidad”, frase que ahora lo impulsa a actuar como un superhéroe conocido como Spider-Man. La serie se centra en las desventuras del personaje mientras lleva una doble vida como Parker en Midtown High, que mantiene un trabajo en el Daily Bugle, y como el superhéroe Spider-Man, con sus amistades a menudo dañadas por su necesidad de salir para lidiar con el siguiente supervillano. Consigue un trabajo como fotógrafo en el Daily Bugle para poder ayudar a su tía May, a la que tiene mucho aprecio, con problemas financieros. Sus mejores amigos en la escuela son principalmente Gwen Stacy, Harry Osborn y poco a poco Mary Jane Watson. Peter es extremadamente brillante y se convirtió en un estudiante de honor en Midtown High School, aunque la timidez y el interés académico de Peter, especialmente en la ciencia, lo convierten en un paria social y a menudo sus compañeros populares superficiales lo intimidan. Esta versión de Spider-Man hace un cameo en la película de 2023, Spider-Man: Across the Spider-Verse, como un miembro de la Spider-Society, con Josh Keaton retomando su papel, conocido como Peter Parker / Spectacular Spider-Man.
- Gwen Stacy: Principal interés amoroso de Peter Parker en el programa. Es la hija del capitán de policía George Stacy, y es una de las mejores amigas e igual intelectual de Peter; ambos son recomendados por su maestro para trabajar en el laboratorio del Doctor Connors. Aunque inicialmente tiene una voluntad fuerte es amable, y no se preocupa por su apariencia. Ella siempre apoya a Peter, del que está enamorada, y también muestra una preocupación bien intencionada por Harry Osborn.[13]
- Harry Osborn: Mejor amigo de Peter Parker y el hijo de Norman Osborn. Vive constantemente a la sombra de su padre y considera a Peter un buen amigo, aunque a veces también lo resiente por ganarse la aprobación de Norman, lo que él nunca ha podido hacer. Es ignorado y descuidado por su padre y sobreprotector con su madre y al igual que Peter, es un niño impopular en la escuela. Con su falta de aprobación, es propenso a hacer cualquier cosa para conseguirla.[13]
- Mary Jane Watson: Sobrina de Anna Watson. Asiste al baile formal de otoño como la cita de Peter Parker antes de cambiar de escuela para estar en Midtown. Mary Jane se hace amiga de Peter y Gwen Stacy, e inicialmente está decidida a permanecer soltera, deseando ser una "agente libre".[14]
- J. Jonah Jameson: Editor irascible, egoísta y brusco del Daily Bugle, uno de los principales periódicos de Nueva York. Mostrando un orgullo excesivo por su hijo John Jameson, está obsesionado con exponer afirmaciones fraudulentas de heroísmo y, por lo tanto, siempre exige fotografías de Spider-Man para poder continuar su campaña de difamación contra el justiciero que, al menos temporalmente, ha vuelto a gran parte de la crédula ciudad contra el héroe.[13] Sin embargo, de mala gana le dará crédito a Spider-Man donde se debe, y siempre imprimirá retractaciones por acusaciones injustas. También conserva gran parte de su actitud cínica y paternal y su manera brusca con su personal y comparte un parecido con su contraparte de los cómics convencionales de los cómics de la década de 1970.
- Flash Thompson: Estudiante de secundaria, el mariscal de campo y estrella del equipo de fútbol de Midtown High y un destacado matón escolar. Si bien idolatra a Spider-Man, siendo uno de sus más grandes y leales admiradores, con frecuencia intimida y acosa al ratón de biblioteca Peter Parker, creyendo que es un "cabeza de huevo engreído", a pesar de que originalmente habían sido amigos cuando eran mucho más jóvenes.
- Liz Allan: Chica popular y animadora en Midtown High. Inicialmente es la novia de Flash Thompson, y muestra un gran resentimiento hacia Peter Parker. A medida que avanza la serie, sus verdaderos sentimientos se hacen evidentes cuando demuestra un lado mucho más abierto y tolerante. Ella comúnmente se refiere a Peter como "Petey".

### Personajes secundarios
- May Parker / Tía May: Viuda del difunto Ben Parker y tía del huérfano Peter Parker. Basada principalmente en su sabia contraparte del cómic, es sobreprotectora con Peter y algo frágil y delicada de salud. Al igual que en los cómics, es ella quien presenta a Mary Jane Watson a Peter.
- Ben Parker / Tío Ben: Tío de Peter Parker, al que crio junto a su esposa May en su casa de Forest Hills, después de que sus padres murieran en un accidente de avión cuando eran jóvenes. Peter, mientras competía en una competencia de lucha libre, permitió que un ladrón escapara como venganza contra Sullivan Edwards por no pagarle el dinero del premio. El ladrón irrumpió en su casa y terminó disparando y matando a Ben y robando su coche, lo que provocó que Spider-Man comenzara su carrera como superhéroe.
- George Stacy: el protector padre de Gwen Stacy y capitán de policía. Es de mente abierta y realmente cree que Spider-Man es un héroe, ayudándolo en situaciones difíciles. Al igual que en los cómics, parece evidente que sabe que Peter Parker es Spider-Man.
- Dr. Curt Connors / Lagarto: Biólogo brillante que perdió su brazo mientras trabajaba como cirujano en el ejército de los Estados Unidos. Se puso una prótesis para reemplazarlo, pero siempre deseó tener su brazo real de vuelta. Encontró trabajo como biólogo en la Universidad Empire State, estudiando reptiles y regeneración celular con su esposa Martha, y usó ADN de lagarto para crear una fórmula capaz de regenerar tejido humano. Experimentó consigo mismo para volver a crecer su brazo perdido, pero se transformó en una gran criatura lagarto. Spider-Man, Eddie Brock, Gwen Stacy y la esposa de Connors, Martha, desarrollaron una fórmula que lo curaría, lo que funcionó.
- Betty Brant: Secretaria personal de J. Jonah Jameson. En la serie se la muestra como una persona tranquila y serena, incluso durante los constantes ultrajes de Jameson.
- Joseph "Robbie" Robertson: Editor en jefe del Daily Bugle y el padre de Randy Robertson. Se muestra que es una de las pocas personas que considera a Spider-Man como un verdadero héroe.
- John Jameson / Capitán Jupiter: Coronel de la Fuerza Aérea, astronauta e hijo de J. Jonah Jameson. Es su misión espacial trajo a un simbionte alienígena a la Tierra, y en esa misma misión, la exposición a una espora lo dota temporalmente de un tamaño y una fuerza sobrehumanos, pero también de una inestabilidad mental. Spider-Man lo somete hasta que la espora desaparece.
- Black Cat / Felicia Hardy: Ladrona cuya verdadera identidad aún se desconoce. Se muestra que posee un ingenio como el de Spider-Man, e incluso ha insinuado que tiene un interés romántico por él, habiendo coqueteado con él cada vez que se encontraban. Sin embargo, al intentar sacar a su padre (Walter Hardy, el asesino de Ben Parker) de la prisión, ella culpa a Spider-Man por la decisión de Walter de permanecer en prisión por vergüenza por su crimen.

### Villanos
- Norman Osborn / Duende Verde: Personaje recurrente y uno de los dos principales antagonistas de la serie, que a veces opera detrás de escena. Como la mayoría de sus otras encarnaciones, Norman es un hombre de negocios despiadado que nunca se disculpa y luego se involucra en muchos tratos con Tombstone, creando supervillanos para distraer a Spider-Man. Como el Duende Verde, es uno de los mayores oponentes de Spider-Man junto con Venom y Doctor Octopus. Él planea convertirse despiadadamente en el señor del crimen reinante en Nueva York, finalmente lograndolo, y trata de matar a Spider-Man, quien se suele interponer en su camino.
- Eddie Brock / Venom: Amigo de Peter Parker con quien ha tenido una conexión de por vida, ya que ambos padres murieron juntos en un accidente aéreo. Pero mientras que Peter tenía a May Reilly y Ben Parker para actuar como sus tutores legales, Eddie no tenía a nadie que lo acogiera. Debido a esto, siempre ha tenido un odio subconsciente y cierta envidia hacia Peter por poder vivir una vida más fácil. Sin embargo, ha reprimido esta actitud a lo largo de los años actuando como amigo y mentor de Peter, a menudo llamándolo "hermano". A medida que avanza la serie, Eddie desarrolla animosidad hacia Peter debido a una serie de malentendidos, que a menudo involucran fotografías que Peter había tomado mientras se disfrazaba en secreto de Spider-Man. Esto finalmente daña su amistad. En la serie, Spider-Man se encuentra fusionado con un simbionte alienígena que el Doctor Connors estaba estudiando. La pérdida del alienígena significó una pérdida de fondos para el laboratorio y, como resultado, Eddie tuvo que ser despedido de su trabajo como asistente de laboratorio (su única fuente de ingresos para la matrícula). Spider-Man finalmente logra separarse del simbionte después de revelar sus verdaderas intenciones. Intenta destruirlo frente a Eddie, lo que genera odio hacia Spider-Man y Peter, atrayendo al alienígena. Posteriormente, el simbionte se une a Eddie y le revela la identidad de Spider-Man, convirtiéndolo en la única persona de la serie que conoce su identidad secreta. Juntos, forman la criatura conocida como "Venom", con el objetivo de destruir la vida de Parker.
- Dr. Otto Octavius / Doctor Octopus: Respetado físico nuclear, consultor de investigación atómica e inventor que trabaja en OsCorp. Es muy tímido y está dispuesto a disculparse por cualquier cosa, en contraste con su jefe Norman. Es uno de los científicos más inteligentes de OsCorp y diseñó un conjunto de brazos mecánicos muy avanzados controlados a través de una interfaz cerebro-computadora para ayudarlo a hacer experimentos peligrosos, jugando un papel en la creación del Hombre de Arena y Rhino. Finalmente, como resultado de una devastadora explosión de radiación accidental, sus brazos se fusionaron permanentemente con su espalda y se volvió loco, convirtiéndose en el vengativo Dr. Octopus. Tiene un control telepático de estos brazos y son lo suficientemente fuertes como para lastimar físicamente a Spider-Man cuando Octavius los controla.
- L. Thompson Lincoln / Tombstone: uno de los dos principales antagonistas de la serie. Con muchos nombres, Lonnie Thompson Lincoln es un filántropo rico pero benévolo nacido con una forma de albinismo que no solo mejoró su fuerza y durabilidad, sino que también le dio la apariencia de un Nosferatu. Tomó el manto del "Gran Hombre del Crimen" de Nueva York algún tiempo después de que su predecesor, Silvermane, fuera descubierto y arrestado, dejando a Tombstone para tomar el control de su imperio criminal durante 12 años bajo su alias favorito "Tombstone". Tombstone a menudo es la fuerza detrás de muchos de los enemigos superpoderosos de Spidey, habiéndolos creado en una alianza con OsCorp para desviar la atención del crimen cotidiano. En la segunda serie, Tombstone entra en conflicto con el Octopus y Silvermane por el control de Nueva York, antes de ser atrapados en una trampa tendida por el Duende Verde. Esta versión también es la versión de la serie de Kingpin, que no se pudo usar debido a problemas de derechos de autor.
- Adrian Toomes / Buitre: Primer villano "súper" en la serie. Caracterizado por su nariz en forma de pico y mal genio, Adrian Toomes era un ingeniero aerodinámico de bajo rendimiento que desarrolló una forma magnética de tecnología antigravedad que le permitió volar a altas velocidades y realizar ágiles maniobras aéreas. Mostró sus diseños a OsCorp a una edad avanzada, pero se vio obligado a enfrentar la jubilación cuando Norman Osborn rechazó inicialmente los conceptos. Cuando OsCorp anunció su nuevo programa de "vuelo tecnológico" cuatro meses después, un Toomes indignado confrontó a Osborn por malversar su trabajo, lo que este último descartó como una posible difamación y le recordó al "viejo buitre" sus muchos fracasos en el pasado. Fue escoltado fuera de OsCorp por seguridad, pero luego usó el comentario del buitre de Osborn para modelarse a sí mismo como un arnés de transporte aéreo con alas y garras metálicas incorporadas, por lo que se rebautizó como "el Buitre".
- Montana / Shocker: Líder de campo de los Enforcers. A pesar de sus actividades delictivas, Jackson W. Brice es un mercenario occidental entrenado profesionalmente con acento sureño y placer en usar un sombrero de vaquero cuando no estaba uniformado, quien considera que es su responsabilidad derrotar a Spider-Man. Montana roba un par de guanteletes capaces de emitir potentes ondas de sonido para continuar su misión como "el Shocker". Para Greg Weisman, la decisión de convertir a Montana en la encarnación de Shocker de esta serie en lugar de Herman Schultz como en los cómics es porque quería ir con algo que tuviera un sentimiento icónico.
- Max Dillon / Electro: Electricista que fue víctima de un extraño accidente eléctrico que le otorgó poderes y que controla la electricidad. Después de una feroz pelea con Spider-Man, Electro se convierte en un supervillano y finalmente se convierte en miembro de los Seis Siniestros.
- Flint Marko / Hombre de Arena: Delincuente de poca monta que tras un experimento se convirtió accidentalmente en el Hombre de Arena, un ser hecho de arena y capaz de controlarla. Se convirtió en miembro de los Seis Siniestros para derrotar a Spider-Man.
- Alex O'Hirn / Rhino: Ladrón de poca monta que trabaja junto a Flint Marko bajo las órdenes de Tombstone. Spider-Man lo captura con facilidad una y otra vez, lo que aumenta su odio hacia el superhéroe. Al igual que su compañero, Norman Osborn experimenta con él para crear supervillanos que distraigan a Spider-Man. Sin embargo, a diferencia de su compañero, el dinero es un interés secundario para él, siendo el principal la venganza. Y con el traje de titanio de Rhino, obtiene una fuerza sobrehumana.
- Hammerhead / Cabeza de Martillo: Organizador de gran parte del imperio criminal de Tombstone, proporcionando la cara (y el músculo) en varios tratos. Fue a través de él que Tombstone hizo un trato con Norman Osborn para crear supervillanos y evitar que Spider-Man interfiriera con sus operaciones delictivas. También trabajó una vez para Silvermane y tuvo una relación con Silver Sable.
- Quentin Beck / Mysterio: Originalmente uno de los socios del camaleón en el crimen siendo un experto en efectos especiales. Se revela que Beck es Mysterio en el episodio "Blueprints" usando sus ilusiones mientras afirma ser un hechicero.
- Sergei Kravinoff / Kraven: Hábil cazador vestido con un chaleco con el tema de un león similar a su contraparte original del cómic. Es el cazador más habilidoso del mundo conocido, confiando únicamente en sus talentos naturales y usando sus propias manos para someter a su presa. Usando un suero elaborado a partir de la propia investigación de Miles Warren (que se basó en la propia fórmula Lizard de Curt Connors), luego se muta en un león humanoide de melena negra con elementos de leopardo y guepardo que se hace llamar 'Kraven el Cazador' al igual que su contraparte del cómic Ultimate.
- Camaleón: Espía internacional a sueldo y maestro del disfraz.
- Sable Manfredi / Silver Sable: Hija de Silvio Manfredi que toma el nombre de Silver Sable. Una vez estuvo en una relación con Hammerhead cuando él trabajaba para su padre.
- Silvio Manfredi / Silvermane: Señor del crimen en Nueva York y rival de Hammerhead, Tombstone y Dr. Octopus. Silvermane fue una vez el jefe del crimen de Nueva York hasta que los federales lo pusieron entre rejas, por lo que Tombstone se hizo cargo de su imperio criminal. También es el padre de Sable Manfredi. Una vez que está libre de prisión, entra en conflicto con el Dr. Octopus y Tombstone por el control de Nueva York.

## Producción
- Greg Weisman - Productor de Supervisión/Editor de Argumento/Escritor
- Victor Cook - Productor/Director de Supervisión
- Diane A Crea - Productor
- Eric Vesbit - Productor Asociado
- John Diaz - Representante de Producción
- Kevin Hopps - Escritor
- Matt Wayne - Escritor
- Andrew Robinson - Escritor
- Randy Jandt - Coordinador de Guion/Aprendiz de Escritor/Escritor
- Jennifer Coyle - Director
- Sean Galloway - Diseñador Principal de Personaje/Supervisor de Personaje
- Jaime Thomason - Director de Voz
- Meagan Healy - Supervisor de Arte de Producción
- Brian G. Smith - Supervisor de Arte de Producción
- Ben Maloney - Asistente de Producción
- Sherrian Félix - Coordinador de Producción
- Jennifer L. Anderson - Asistente de Posproducción
- Sean Herbert - Oficinista de Animación

El Espectacular Spider-Man fue producida por Culver Entertainment. Según el escritor Gregorio Weisman, la línea del tiempo de los arcos de historia originales del hombre araña originales, en los cuales está basada la serie, fue condensada para avanzar la serie e incluir personajes clásicos e importantes tales como Mary Jane Watson, Gwen Stacy y Harry Osborn.
La serie está estructurada en múltiples y pequeños argumentos de un solo episodio para su estreno de DVD. Los creadores del show estuvieron procurando alcanzar los 65 episodios.

## Reparto
Para la versión hispanoamericana, la mayoría de los actores de doblaje que intervinieron en la trilogía de películas de Sam Raimi repiten sus papeles, destacando Luis Daniel Ramírez que con este trabajo es su quinto proyecto consecutivo dándole la voz a Peter Parker. La versión en inglés cuenta con las interpretaciones de Josh Keaton como Peter Parker (Spider-Man), Lacey Chabert como Gwen Stacy, James Arnold Taylor como Harry Osborn y Vanessa Marshall como Mary Jane Watson. 
| Personaje                        | Voz original             | Voz en Hispanoamérica                             | Voz en España          |
| -------------------------------- | ------------------------ | ------------------------------------------------- | ---------------------- |
| Spider-Man/Peter Parker          | Josh Keaton              | Luis Daniel Ramírez                               | Ángel De Gracia        |
| Gwen Stacy                       | Lacey Chabert            | Xóchitl Ugarte                                    |                        |
| Harry Osborn                     | James Arnold Taylor      | Jorge Roig Jr.                                    |                        |
| Mary Jane Watson                 | Vanessa Marshall         | Liliana Barba                                     | Ana Aznárez            |
| J. Jonah Jameson                 | Daran Norris             | Humberto Solórzano                                | Manuel Ceinos          |
| May Parker                       | Deborah Strang           | Ángela Villanueva                                 | María Dolores Gispert  |
| Ben Parker                       | Edward Asner             | Jorge Santos                                      | Manuel Ceinos          |
| Gata Negra/Felicia Hardy         | Tricia Helfer            | Yolanda Vidal                                     | Ana Aznárez            |
| Norman Osborn                    | Alan Rachins             | Jesse Conde                                       | José Antonio Jiménez   |
| Dr. Curt Connors/Lizard          | Dee Bradley Baker        | Luis Alfonso Padilla                              | Juan Miguel Valdivieso |
| Dr. Otto Octavius/Doctor Octopus | Peter MacNicol           | Ernesto Lezama                                    | Juan Miguel Valdivieso |
| Eddie Brock/Venom                | Benjamin Diskin          | Manuel Campuzano                                  | Luis García Márquez    |
| Duende Verde                     | Steven Blum              | Juan Alfonso Carralero Jesse Conde                | David Sánchez Guinot   |
| L. Thompson Lincoln/Tombstone    | Kevin Michael Richardson | Gerardo Vázquez Carlos del Campo                  | Carlos Vicente         |
| Max Dillon/Electro               | Crispin Freeman          | Octavio Rojas Luis Daniel Ramírez (2.ª voz)       | Ángel del Río          |
| Montana/Shocker                  | Jeff Bennett             | Roberto Mendiola                                  | Ángel del Río          |
| Alex O'Hirn/Rhino                | Clancy Brown             | Eduardo Fonseca (1.ª voz) Octavio Rojas (2.ª voz) | Ángel del Río          |
| Flint Marko/Hombre de Arena      | John DiMaggio            | Raúl Anaya                                        | José Antonio Jiménez   |
| Hammerhead                       | John DiMaggio            | Jorge Santos                                      | Luis García Márquez    |
| Adrian Toomes/Buitre             | Robert Englund           | Juan Alfonso Carralero                            | Toni Solanes           |
| Flash Thompson                   | Joshua LeBar             | Alan Prieto                                       | Enrique Hernández      |
| Liz Allan                        | Alanna Ubach             | Diana Pérez (1.ª voz) Rebeca Gómez (2.ª voz)      |                        |
| Betty Brant                      | Grey DeLisle             | Diana Pérez                                       | Ana Aznárez            |
| Sally Avril                      | Grey DeLisle             | Adriana Casas                                     | Ana Aznárez            |
| Joseph "Robbie" Robertson        | Phil LaMarr              | Marcos Patiño                                     |                        |
| Randall "Rand" Robertson         | Phil LaMarr              | Carlos del Campo                                  |                        |
| Martha Connors                   | Kath Soucie              | Gabriela Gómez                                    | Ana Aznárez            |
| John Jameson                     | Daran Norris             | Gabriel Ortiz                                     | Luis García Márquez    |
| Capitán George Stacy             | Clancy Brown             | Jorge Roig Jr.                                    | Ángel del Río          |
| Quentin Beck/Mysterio            | Xander Berkeley          | Jorge Ornelas (1.ª aparición) Gerardo García      | Luis García Márquez    |
| Sergei Kravinoff/Kraven          | Eric Vesbit              | Gerardo Vázquez                                   | Carlos Vicente         |

## Cancelación
Greg Weisman esperaba que la serie llegara a 5 temporadas con 65 episodios en total, al igual que Spider-Man: The Animated Series. Sin embargo, solo se produjeron 2 temporadas y 26 episodios de The Spectacular Spider-Man.
La serie fue cancelada por Disney tras dos temporadas y en su lugar se realizó una nueva serie: Ultimate Spider-Man, que se estrenó el 1 de abril de 2012. En esta ocasión, la serie se decía que estaría basada en el cómic del mismo nombre creado en 2000 por Brian Michael Bendis y Mark Bagley; sin embargo, la serie no se basa en el cómic, sino que es una serie nueva hecha por Disney y modifica algunos aspectos del cómic Ultimate y el original de Stan Lee, como los orígenes de Venom (en el cómic, Eddie Brock se transformaba en Venom, y en la serie, es Harry Osborn quien se convierte en Venom). Aunque este dato no es oficial, se presume que la serie terminó por malentendidos entre Marvel, Sony, y The Walt Disney Company. Se cree que la disputa se originó por quien tenía los derechos de TV del personaje.

## Recepción
The Spectacular Spider-Man fue lanzada con gran éxito, con elogios dirigidos a la exploración de temas sorprendentemente maduros, la representación fiel del protagonista titular y los personajes secundarios junto con las interpretaciones vocales del elenco, el diseño de personajes y estilo artístico únicos, y el uso de escritura inteligente mientras se rinde homenaje a las historias clásicas de los cómics. Antes del estreno de la serie, Matt Sernaker de ComicsOnline entrevistó a algunos miembros del equipo de desarrollo de Spectacular Spider-Man en la WonderCon 2008 después de una proyección previa y declaró: "Esta nueva serie de Spider-Man es verdaderamente ESPECTACULAR... supera todas las encarnaciones anteriores con facilidad. Si eres un fan de Spidey, no querrás perderte esto".
La serie recibió una valoración muy positiva por parte del público, incluyendo una nota de 8,2 sobre 10 en IMDb con base en 12.968 votos, y una aprobación del 96% entre la audiencia de Rotten Tomatoes.
TV Guide la calificó como una de las sesenta mejores series animadas de todos los tiempos.
Al principio de la emisión de la serie, Alan Kistler de ComicMix calificó la serie como "una de las mejores adaptaciones de superhéroes que he visto (y créeme, he visto más de lo que nadie probablemente considerará razonable). Es divertida, es inteligente, es madura, es ingeniosa y cada episodio me deja con ganas de más".
Stu de Marvel Animation Age escribió en su reseña de la serie: "En el momento de escribir este artículo, The Spectacular Spider-Man se erige como el mejor esfuerzo animado de Marvel y supera la mayoría de los mejores esfuerzos de DC: el único programa en la liga de Spectacular es Batman: La serie animada. Con más episodios, puede que incluso la supere".

## Medios domésticos
La serie se desarrolló inicialmente para que cada arco de tres o cuatro episodios pudiera editarse en conjunto en un lanzamiento de video casero de largometraje. El primer DVD del programa, titulado "El ataque del lagarto", siguió este plan con los primeros tres episodios editados juntos para formar una historia independiente con imágenes adicionales. La versión de la región 1 se lanzó el 9 de septiembre de 2008.
El DVD "The Spectacular Spider-Man: The Complete First Season" se lanzó en la región 1 el 28 de julio de 2009.
Para coincidir con el estreno en cines de The Amazing Spider-Man 2, Sony Pictures relanzó The Spectacular Spider-Man: The Complete Series en Blu-ray el 25 de abril de 2014.

## Juguetes y mercadotecnia
Hasbro lanzó una línea de juguetes de figuras de acción basadas en la serie en marzo de 2008.
Los Happy Meals de McDonald's celebraron su 30 aniversario con los juguetes de The Spectacular Spider-Man en 12 de febrero de 2009.
En 12 de febrero de 2010, Burger King incluyó juguetes de The Spectacular Spider-Man en su gama de juguetes Kids' Meals.